# Martens (geslacht)

Geslachtswapen zoals vastgesteld bij de adelsverheffing in 1829

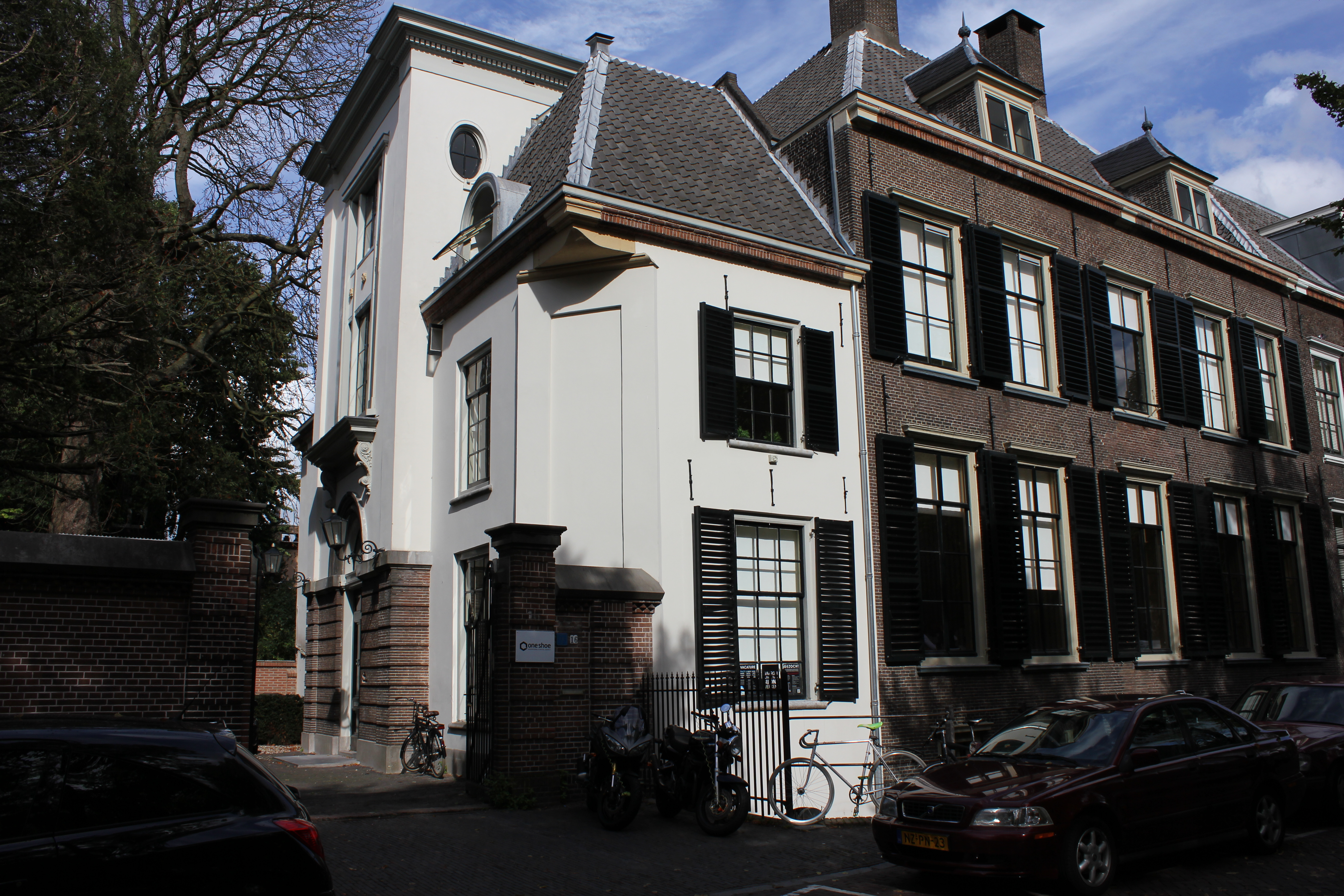
Martenshuis, het Utrechtse stadshuis dat vanaf de bouw in 1664 tot in 1972 bezit was van de familie

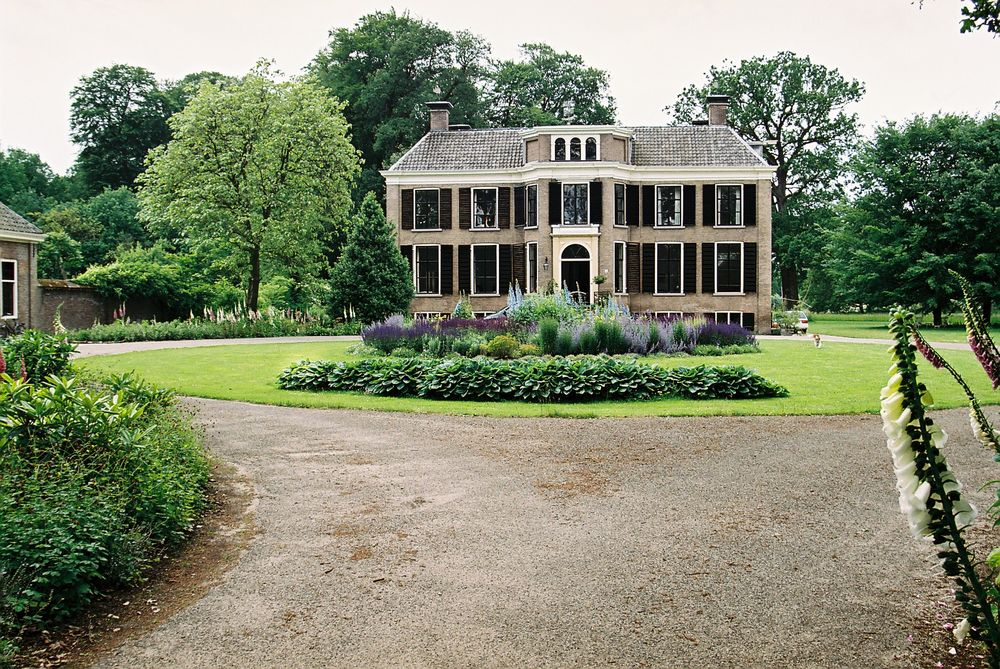
Huis Velhorst

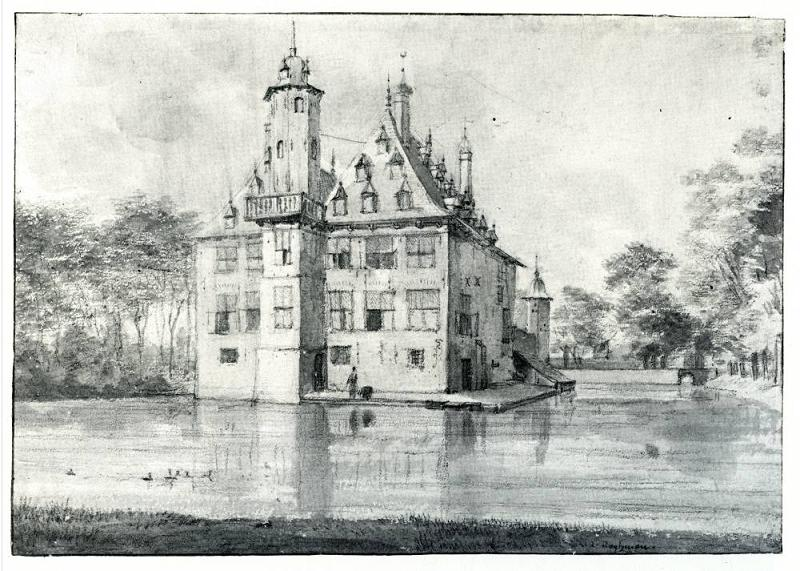
Huis te Voorn

Martens is een van oorsprong uit Rijsbergen afkomstig geslacht waarvan leden sinds 1829 tot de Nederlandse adel behoren en dat in 1972 uitstierf.

## Geschiedenis
De stamreeks begint met Rombout Mertens wiens zoon in 1497 wordt vermeld als wonende te Rijsbergen. Vanaf de 17e eeuw waren leden van het geslacht bestuurders van de stad Utrecht. Verschillende nazaten werden bij Koninklijk Besluit van 10 december 1829 verheven in de Nederlandse adel. In 1972 stierf het geslacht uit.

## Enkele telgen
Mr. David Johan Martens (1751-1811), raad en schepen van Utrecht
- Jhr. mr. Jacob Constantijn Martens, heer van Sevenhoven (1793-1861), rechter en lid van de Eerste Kamer
- Jan Hendrik Martens (1795-1828), dijkgraaf
  - Jhr. Jacob Carel Martens (1817-1872)
    - Jkvr. Suzanna Amelia Martens, vrouwe van Voorn (1851-1920), erfgename van haar oom Henri Willem Meertens, heer van Voorn (1836-1902) waardoor het huis te Voorn in haar geslacht kwam; trouwde in 1874 met jhr. Jan Willem Antonie Barchman Wuytiers (1847-1926), burgemeester

  - Jhr. David Jan Martens (1820-1862), lid van de ridderschap van Utrecht; trouwde in 1847 met jkvr. Louise Johanna Beeldsnijder, vrouwe van Vrije Nes (1828-1858), lid van de familie Beeldsnijder
  - Jkvr. Anna Elisbaeth Cornelia Martens (1821-1905); trouwde in 1846 met Willem Frans baron van Herzeele (1821-1899), kamerheer, lid van de familie Van Herzeele en grootouders van Anton Johan Adriaan baron van Herzeele (1882-1960)
  - Jhr. mr. Jan Louis Anne Martens (1823-1909), lid gemeenteraad van Utrecht, heemraad; trouwde in 1848 met jkvr. Johanna Benjamina van Rappard (1825-1893) via wie het huis Velhorst in de familie Martens kwam
    - Jhr. mr. Jan Hendrik Jacob Constantijn Martens, heer van Sevenhoven (1850-1923), rechter, bewoner van huis Velhorst te Laren
      - Jhr. mr. Anthony Henrik Martens (1880-1952), rijksarchivaris, bewoner van en overleden op huis Velhorst te Laren
      - Jhr. Jacob Constantijn (Constant) Martens (1889-1972), laatste telg van het geslacht Martens en laatste bewoner van de familie van het Martenshuis aan het Janskerkhof 16 te Utrecht

  - Jkvr. Johanna Henriëtta Antonia Martens (1827-1893); trouwde in 1848 met jhr. Henry Christiaan Arnoud Ver Huell (1820-1881), luitenant-kolonel, lid van de familie Ver Huell

## Wapen
De blazoenering van het wapen luidt als volgt:
In goud een zwarte lamskop en twee aanziende rode ossenkoppen, geplaatst één en twee. Een aanziende helm; een kroon van drie bladeren en twee parels; dekkleden: goud en rood; helmteken: een rode ossenkop en -hals, uitkomend tussen een vlucht van goud en rood. Schildhouders: twee omziende leeuwen van natuurlijke kleur, rood getongd. Het geheel geplaatst op een rode arabesk.